# Католицька церква в Пакистані
Като́лицька це́рква в Пакистані — друга християнська конфесія Пакистану. Складова всесвітньої Католицької церкви, яку очолює на Землі римський папа. Керується конференцією єпископів. Станом на 2004 рік у країні нараховувалося близько 1 191 000 католиків (0,72% від усього населення). Існувало 7 діоцезій, які об'єднували 114 церковних парафій.  Кількість  священиків — 234 (з них представники секулярного духовенства — 122, члени чернечих організацій — 112), постійних дияконів — 1, монахів — 208, монахинь — 662.